# Gunnera commutata
Gunnera commutata là một loài thực vật có hoa trong họ Dương nhị tiên. Loài này được Blume mô tả khoa học đầu tiên năm 1856.